# Nyangbo
Le nyangbo ou tutrugbu est une langue kwa parlée au Ghana. Elle est très proche du tafi.

## Prononciation
|                       | Bilabiale | Bilabiale | Labio-dentale | Labio-dentale | Alvéolaire | Alvéolaire | Post-alvéolaire | Post-alvéolaire | Rétroflexe | Rétroflexe | Palatale | Palatale    | Labio-vélaire | Labio-vélaire | Vélaire | Vélaire | Glottale | Glottale  |
| --------------------- | --------- | --------- | ------------- | ------------- | ---------- | ---------- | --------------- | --------------- | ---------- | ---------- | -------- | ----------- | ------------- | ------------- | ------- | ------- | -------- | --------- |
| Occlusive             | p         | b         |               |               | t          | d          |                 |                 |            | ɖ          |          |             | kp            | gb            | k       | g       |          |           |
| Occlusive aspirée     |           | bʰ        |               |               |            |            |                 |                 |            |            |          |             |               |               |         |         |          |           |
| Nasale                |           | m         |               |               |            | n          |                 |                 |            |            |          | ɲ           |               |               |         | ŋ       |          |           |
| Battue                |           |           |               |               |            | r          |                 |                 |            |            |          |             |               |               |         |         |          |           |
| Fricative             | ‹ ƒ › ɸ   | ‹ ʋ › β   | f             | v             | s          | z          | ‹ sh › ʃ        | ʒ               |            |            |          |             |               |               | x       |         | h        |           |
| Fricative labialisée  |           |           |               |               |            |            |                 |                 |            |            |          |             |               |               | xw      |         |          | ‹ hw › ɦw |
| Affriquée             |           |           |               |               |            |            |                 |                 |            |            | ts       | dz          |               |               |         |         |          |           |
| Affriquée palatalisée |           |           |               |               |            |            |                 |                 |            |            |          | ‹ dzy › dzʲ |               |               |         |         |          |           |
| Spirante              |           | w         |               |               |            |            |                 |                 |            |            | ‹ y › j  |             |               |               |         |         |          |           |
| Latérale              |           |           |               |               |            | l          |                 |                 |            |            |          |             |               |               |         |         |          |           |

Les consonnes ‹ ƒ › [ɸ] et ‹ ʋ › [β] se trouvent uniquement dans des mots d’emprunts ewe, par exemple seƒoƒo « fleur » ou oʋu « camion ».
|         | Antérieure | Centrale | Postérieure |      |      |
|         | +ATR       | -ATR     | ±ATR        | +ATR | -ATR |
| ------- | ---------- | -------- | ----------- | ---- | ---- |
| Fermée  | i ĩ        | ɪ ɪ̃      |             | u ũ  | ʊ ʊ̃  |
| Moyenne | e ẽ        | ɛ ɛ̃      |             | o õ  | ɔ ɔ̃  |
| Ouverte |            |          | a ã         |      |      |